# Visual Basic
Visual Basic je visokonivojski računalniški programski jezik in razvojno okolje za aplikacijske programske opreme (RAD - angleško Rapid Application Development - hitro razvijanje aplikacij) za operacijski sistem MS Windows, ki so ga razvili pri podjetju Microsoft. Programski jezik Visual Basic je statično tipiziran in uporablja dogodkovno programsko paradigmo. Skladenjska pravila so zasnovana na programskem jeziku BASIC. Ker vsebuje veliko vmesnikov API oziroma programskih knjižnic za razvoj grafično uporabniških vmesnikov, je zelo priljubljen programskih jezik za razvoj algoritmov programskih oprem v operacijskemu sistemu MS Windows.